# Auxy (Loiret)
Auxy és un municipi francès, situat al departament del Loiret i a la regió de Centre tenia 988 habitants.

## Demografia

### Població
El 2007 la població de fet d'Auxy era de 988 persones. Hi havia 324 famílies, de les quals 76 eren unipersonals (24 homes vivint sols i 52 dones vivint soles), 76 parelles sense fills, 136 parelles amb fills i 36 famílies monoparentals amb fills.
La població ha evolucionat segons el següent gràfic:
Habitants censats

### Habitatges
El 2007 hi havia 460 habitatges, 338 eren l'habitatge principal de la família, 87 eren segones residències i 35 estaven desocupats. 443 eren cases i 12 eren apartaments. Dels 338 habitatges principals, 283 estaven ocupats pels seus propietaris, 49 estaven llogats i ocupats pels llogaters i 6 estaven cedits a títol gratuït; 24 tenien dues cambres, 44 en tenien tres, 97 en tenien quatre i 173 en tenien cinc o més. 260 habitatges disposaven pel capbaix d'una plaça de pàrquing. A 137 habitatges hi havia un automòbil i a 172 n'hi havia dos o més.

### Piràmide de població
La piràmide de població per edats i sexe el 2009 era:
| Homes | Edats   | Dones |
| ----- | ------- | ----- |
| 0     | 95 o +  | 8     |
| 4     | 90 a 94 | 40    |
| 8     | 85 a 89 | 24    |
| 8     | 80 a 84 | 16    |
| 16    | 75 a 79 | 24    |
| 28    | 70 a 74 | 24    |
| 16    | 65 a 69 | 24    |
| 24    | 60 a 64 | 16    |
| 8     | 55 a 59 | 8     |
| 40    | 50 a 54 | 32    |
| 32    | 45 a 49 | 36    |
| 20    | 40 a 44 | 24    |
| 32    | 35 a 39 | 24    |
| 24    | 30 a 34 | 16    |
| 16    | 25 a 29 | 28    |
| 8     | 20 a 24 | 12    |
| 24    | 15 a 19 | 36    |
| 32    | 10 a 14 | 16    |
| 28    | 5 a 9   | 20    |
| 32    | 0 a 4   | 24    |

## Economia
El 2007 la població en edat de treballar era de 564 persones, 446 eren actives i 118 eren inactives. De les 446 persones actives 403 estaven ocupades (216 homes i 187 dones) i 43 estaven aturades (18 homes i 25 dones). De les 118 persones inactives 54 estaven jubilades, 33 estaven estudiant i 31 estaven classificades com a «altres inactius».

### Ingressos
El 2009 a Auxy hi havia 347 unitats fiscals que integraven 936 persones, la mediana anual d'ingressos fiscals per persona era de 16.942 €.

### Activitats econòmiques
Dels 28 establiments que hi havia el 2007, 1 era d'una empresa alimentària, 3 d'empreses de fabricació d'altres productes industrials, 5 d'empreses de construcció, 5 d'empreses de comerç i reparació d'automòbils, 2 d'empreses de transport, 1 d'una empresa d'hostatgeria i restauració, 4 d'empreses immobiliàries, 5 d'empreses de serveis, 1 d'una entitat de l'administració pública i 1 d'una empresa classificada com a «altres activitats de serveis».
Dels 6 establiments de servei als particulars que hi havia el 2009, 1 era un paleta, 2 guixaires pintors, 2 lampisteries i 1 agència immobiliària.
L'únic establiment comercial que hi havia el 2009 era una botiga de mobles.
L'any 2000 a Auxy hi havia 17 explotacions agrícoles.

## Poblacions més properes
El següent diagrama mostra les poblacions més properes.